# Tapetum lucidum

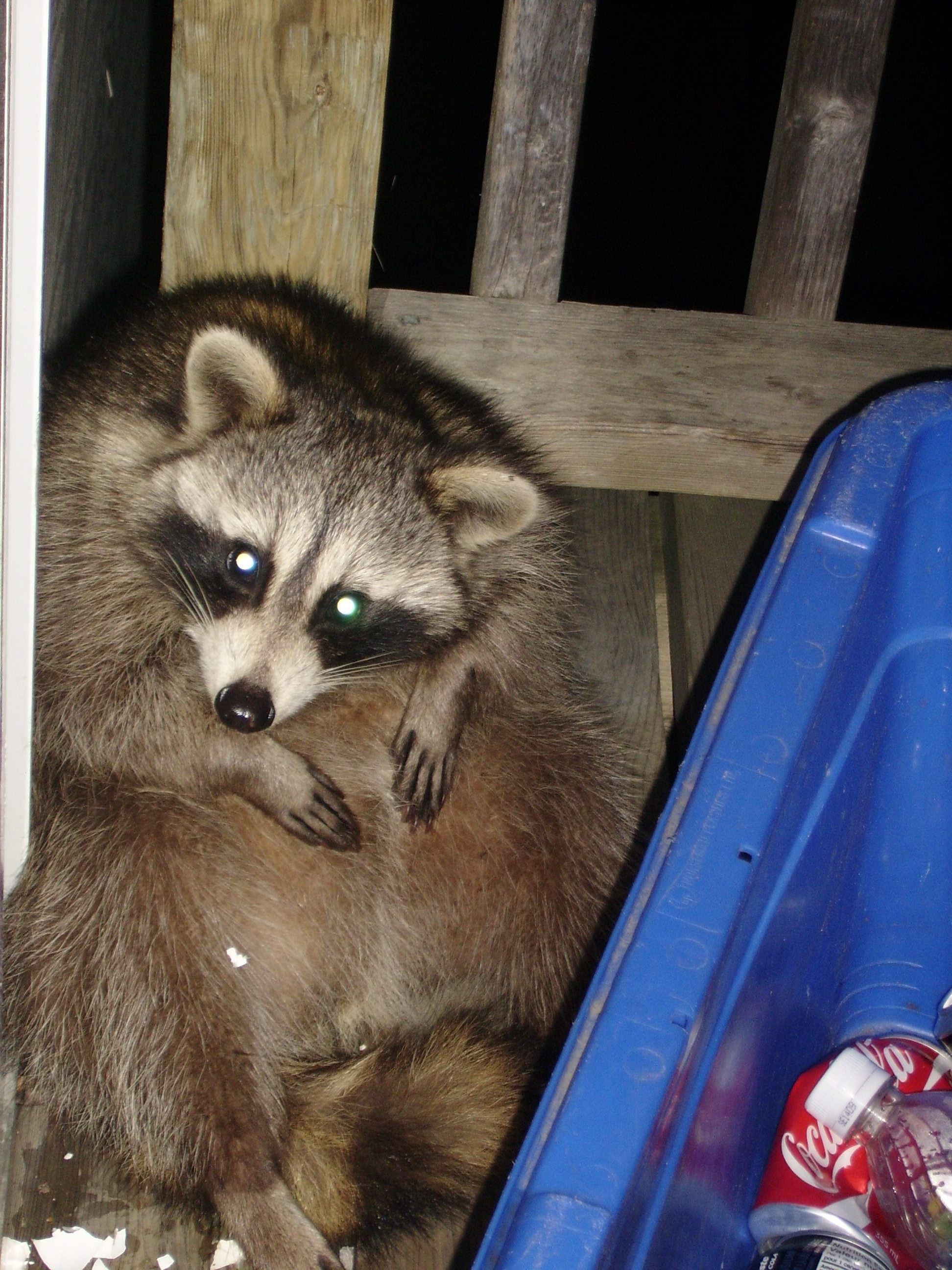
Mặt của một con gấu mèo Mỹ rực sáng trong đêm tối

Tapetum lucidum (tiếng Latinh có nghĩa là "tấm thảm sáng; hay khăn phủ mặt"; số nhiều: Tapeta lucida) là một lớp mô trong mắt của nhiều loài động vật có xương sống, nằm ngay sau võng mạc, đóng vai trò như là một lớp phản quang đặc biệt ở phía sau nhãn cầu, giúp làm tăng lượng ánh sáng được hấp thụ của các tế bào cảm quang trong mắt theo cơ chế phản xạ ánh sáng nhìn thấy trở lại qua võng mạc, làm tăng ánh sáng có sẵn cho các cơ quan thụ cảm ánh sáng. Chức năng chính của lớp phản chiếu này là tăng ánh sáng cho các tế bào cảm quang trong mắt, những tế bào cảm quang là các tế bào thần kinh đặc biệt trong võng mạc chuyển đổi ánh sáng bằng cách hấp thụ các photon ánh sáng thành các tín hiệu có thể kích hoạt các quá trình sinh học trong cơ thể, do đó, lớp tapetum lucidum nay như một lớp gương phía sau mắt của những loài động vật làm cho mắt của chúng phát sáng, nhìn thấy rõ nhất vào ban đêm, thể hiện vai trò như một bộ máy khuếch đại ánh sáng.
Cấu trúc này có mặt ở hầu hết các loài động vật chuyên kiếm ăn về đêm, đóng vai trò như một bộ máy khuếch đại ánh sáng. Tapetum lucidum giúp động vật có tầm nhìn ban đêm vượt trội như ở nhiều loài động vật sống về đêm, đặc biệt là loài ăn thịt, trong khi những loài khác là những dạng động vật biển sâu. Sự thích nghi tương tự cũng diễn ra ở một số loài nhện. Ở các loài linh trưởng nhóm Haplorhine, bao gồm cả con người thì có cuộc sống diễn ra vào ban ngày và không có có lớp phản quang này, nhưng chó sói, gấu trúc Bắc Mỹ, cá sấu, mèo, hổ, sư tử cùng với nhiều loài khác đều có lớp gương Tapetum lucidum này còn con người, các loài linh trưởng, sóc, chuột túi và lợn lại không có hoạt chất này. Mắt phát sáng trong đêm tối là tình tiết xuất hiện khá nhiều trong những chuyện kinh dị, thường để mô tả những loài động vật hay con người trở thành quái vật sau một sự cố nào đó xảy ra, thường đó chỉ những tình tiết hư cấu để làm tăng thêm tính hấp dẫn hay ly kỳ cho câu chuyện, tuy vậy, nhiều loài động vật lại có khả năng độc đáo này, mắt của chúng có khả năng phát sáng trong đêm tối.